# Lemuy
Lemuy là một xã trong vùng hành chính Franche-Comté, thuộc tỉnh Jura, quận Lons-le-Saunier, tổng Salins-les-Bains. Tọa độ địa lý của xã là 46° 53' vĩ độ bắc, 05° 58' kinh độ đông. Lemuy nằm trên độ cao trung bình là 630 mét trên mực nước biển, có điểm thấp nhất là 608 mét và điểm cao nhất là 885 mét. Xã có diện tích 21.33 km², dân số vào thời điểm 2004 là 252 người; mật độ dân số là 12 người/km².

## Thông tin nhân khẩu
| 1962 | 1968 | 1975 | 1982 | 1990 | 1999 |
| ---- | ---- | ---- | ---- | ---- | ---- |
| 258  | 273  | 294  | 306  | 291  | 264  |

## Địa điểm tham quan
Nhà thờ của Lemuy được xây trong thế kỉ thứ 19.